# فهرست ناوهای هواپیمابر بر پایه کشور

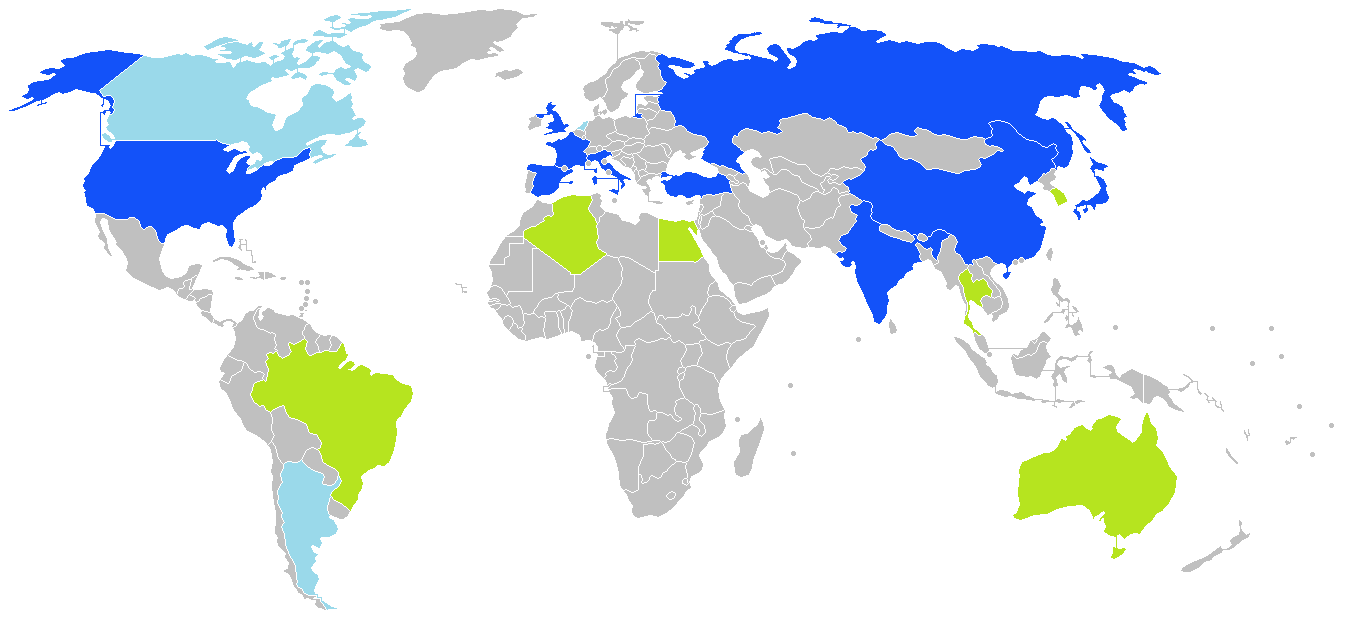
کاربر کنونی ناو هواپیمابر (هواگرد ثابت‌بال) (۸)
کاربر کنونی ناو بالگردبر (۶)
کاربر تاریخی و پیشین ناو هواپیمابر (۳)

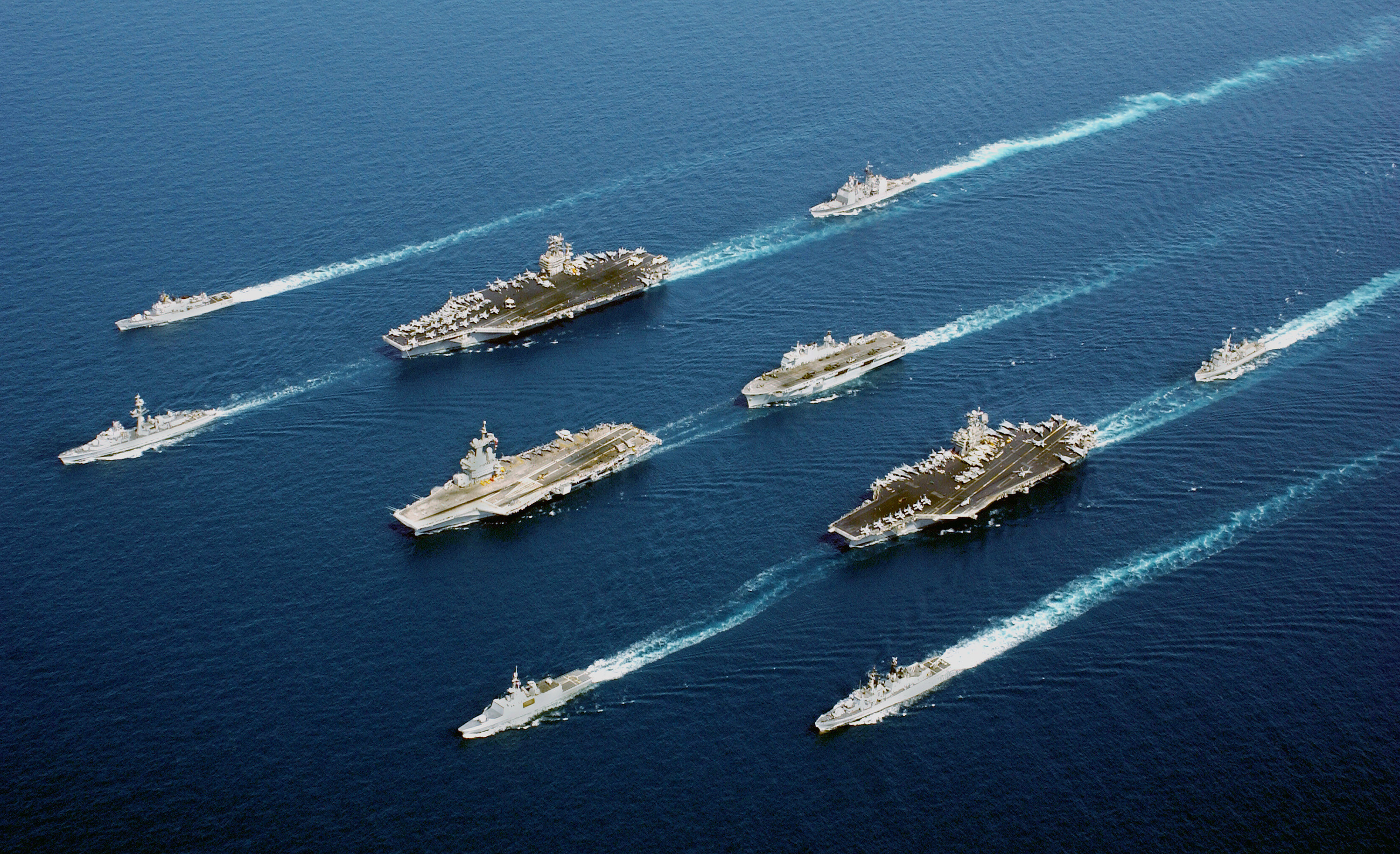
چهار ناو هواپیمابر مدرن از انواع مختلف؛ یواس‌اس جان سی. استنیس (نیروی دریایی آمریکا)، شارل دوگل (نیروی دریایی فرانسه)، یواس‌اس جان اف. کندی (نیروی دریایی آمریکا)، اچ‌ام‌اس اوشن (نیروی دریایی بریتانیا) و کشتی‌های اسکورت، ۲۰۰۲

فهرست ناوهای هواپیمابر بر پایه کشور (به انگلیسی: List of aircraft carriers by country) فهرستی است که شامل ناوهای هواپیمابر است و براساس کشورهای کاربر یا دارنده مرتب شده‌است.
| کشور      | در خدمت | بازنشسته | در دست ساخت | هرگز کامل نشده | مجموع عملیاتی شده‌ها |
| --------- | ------- | -------- | ----------- | -------------- | ------------------- |
| آرژانتین  | ۰       | ۲        | ۰           | ۰              | ۲                   |
| آلمان     | ۰       | ۰        | ۰           | ۷              | ۰                   |
| استرالیا  | ۲       | ۱        | ۰           | ۰              | ۳                   |
| برزیل     | ۱       | ۲        | ۰           | ۰              | ۳                   |
| کانادا    | ۰       | ۵        | ۰           | ۰              | ۵                   |
| چین       | ۵       | ۰        | ۰           | ۰              | ۵                   |
| فرانسه    | ۴       | ۱۰       | ۰           | ۰              | ۱۴                  |
| هند       | ۲       | ۲        | ۱           | ۰              | ۴                   |
| ایتالیا   | ۲       | ۲        | ۰           | ۰              | ۴                   |
| ژاپن      | ۷       | ۴۲       | ۰           | ۰              | ۴۹                  |
| هلند      | ۰       | ۲        | ۰           | ۰              | ۲                   |
| آمریکا    | ۲۰      | ۵۶       | ۴           | ۱۲             | ۷۶                  |
| روسیه     | ۰       | ۷        | ۲           | ۲              | ۷                   |
| اسپانیا   | ۱       | ۲        | ۰           | ۱              | ۳                   |
| تایلند    | ۱       | ۰        | ۰           | ۰              | ۱                   |
| بریتانیا  | ۲       | ۵۳       | ۰           | ۱۱             | ۵۵                  |
| ترکیه     | ۱       | ۰        | ۱           | ۰              | ۱                   |
| کره جنوبی | ۲       | ۰        | ۰           | ۰              | ۲                   |
| مصر       | ۲       | ۰        | ۰           | ۰              | ۲                   |
| ایران     | ۱       | ۰        | ۰           | ۰              | ۱                   |